# Haplogrupo MS
En genética humana, el haplogrupo MS (P397) es un haplogrupo del ADN del cromosoma Y, característico de Oceanía y parte de Insulindia, por lo que es común tanto en los aborígenes de Australia como en los de Melanesia, Micronesia, Polinesia, Indonesia Oriental y Filipinas. Se le ha denominado K-P397, K2b1, M o más apropiadamente MS deriva del haplogrupo K2b (también llamado MP-M1205 o K2b-P331), está definido por los marcadores P397 y P399, y sus principales descendientes son los haplogrupos M y S.

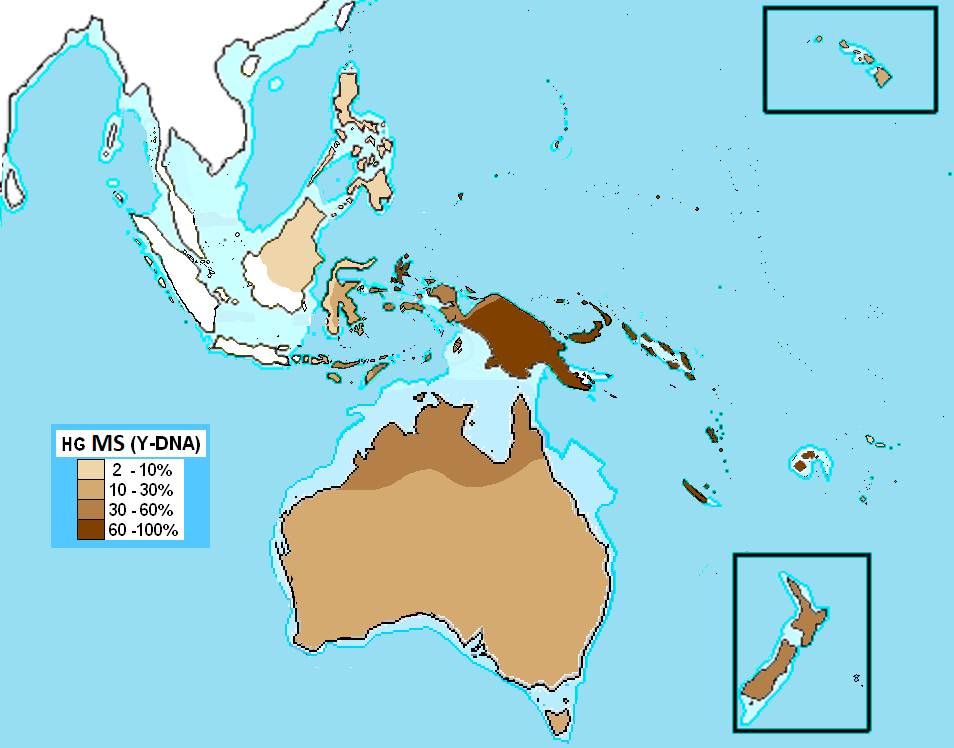
Distribución aproximada del haplogrupo MS en poblaciones nativas.

## Subgrupos
El haplogrupo MS o K-P397 o K2b1 (P397, P399) deriva en los siguientes clados:
- MS* o K-P397* o K2b1*: Encontrado en Micronesia con 17%, Melanesia y todo Indonesia Oriental.[6]

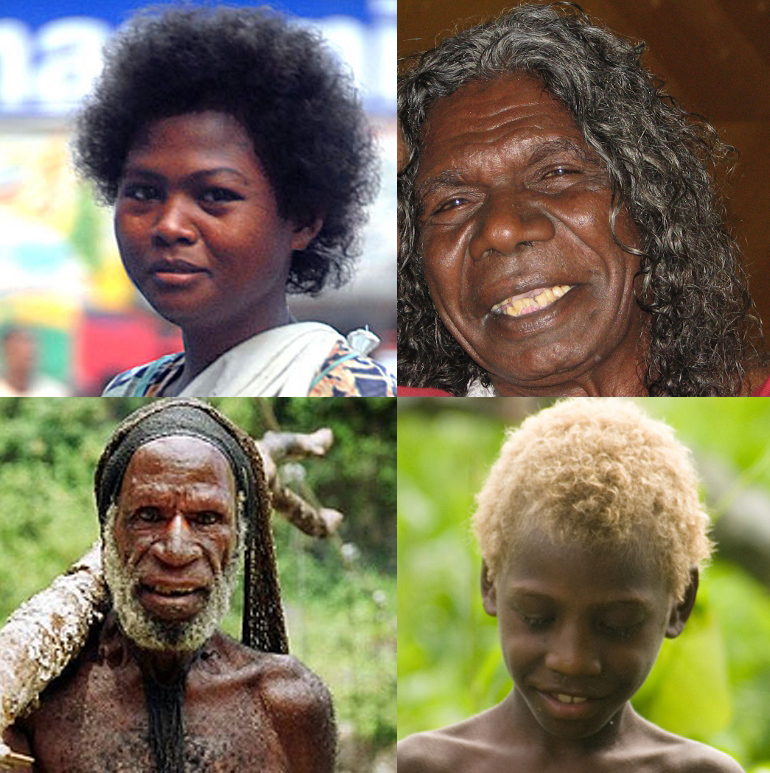
El haplogrupo MS es común en diversas poblaciones de Oceanía e Insulindia. En la foto nativos de Filipinas (ati), Australia, Nueva Guinea (papú) y Melanesia (vanuatuense).

- M (P256): Es el haplogrupo más importante de Melanesia. Disperso también en Micronesia, Polinesia e Indonesia Oriental.
  - M1 (M4) típico de Nueva Guinea, extendiéndose por Melanesia, Polinesia e Indonesia Oriental.
  - M2 (M353) antes K1, en Melanesia y Polinesia
  - M3 (P117) antes K7, en Melanesia, especialmente en Nueva Bretaña y poco en Polinesia.
- S o K-P405 o K2b1a: Común entre los nativos de Australia, Melanesia e Indonesia Oriental. 
  - S1 (P405, B254) Típico de la región de Sahul, por lo que es común en los aborígenes australianos y pueblos melanesios como los papúes. También en Indonesia oriental y poco en Micronesia y Polinesia.
  - S2 (P378), antes MS-P378 o K2b1c: Predominante en los nativos aeta de las Filipinas y con un 60% de frecuencia.
  - S3 (P336), antes MS1 o K-P336 o K2b1b: Poco en Indonesia, particularmente en Alor 26% y Borneo 5.8%.[7]
  - S4 (BY22870) En Filipinas.

## Distribución
MS (incluyendo a M y S) constituye un 83% de los hombres de Papua Nueva Guinea. En Australia sólo se encontró la variante S4 (P60), pero queda establecida la relación de estos nativos con los de Oceanía (especialmente papúes) y los llamados negritos de las Filipinas. En Polinesia está en un 5-10%. MS fue encontrado en el cabello de un aborigen australiano fallecido en 1900. 
La siguiente tabla muestra la frecuencia de MS/K2b1/K-P397 (M + S + MS*) de poblaciones nativas de Oceanía e Insulindia. Se asume que en Oceanía, el grupo anterior K* cae dentro de esta definición.
| Población                         | Muestra | MS         |
| --------------------------------- | ------- | ---------- |
| Aeta (Filipinas)                  |         | 60%        |
| Australia (aborígenes)            | 44      | 41%        |
| Australianos (Arnhem)             | 60      | 30%        |
| Australianos (Desierto del Oeste) | 35      | 17%        |
| Bali                              | 641     | 0.9%       |
| Borneo                            | 85      | 5.8%       |
| Bougainville                      | 72      | 78%        |
| Célebes                           | 177     | 11.3%      |
| Chuuk (Micronesia)                |         | 76.5%      |
| Cook                              | 42      | 3.9%       |
| Filipinas                         |         | 4%         |
| Fiyi                              |         | 60.7%      |
| Flores                            | 392     | 35%        |
| Guam                              | poco    | 33%        |
| Hawái                             | poco    | 20%        |
| Indonesia Oriental                |         | 25.9%      |
| Java                              | 61      | 0%         |
| Kiribati                          | poco    | 0%         |
| Lembata                           | 92      | 49%        |
| Malayos                           |         | 6.4%       |
| Marshall                          |         | 63.6%      |
| Marianas                          |         | ?          |
| E. F. Micronesia                  |         | 66.7%      |
| Molucas                           | 34      | 60%        |
| Nauru                             | poco    | 28.6%      |
| Niue                              | poco    | 0%         |
| Nueva Bretaña                     | 390     | 90         |
| Nueva Caledonia                   |         | ?          |
| Nueva Irlanda                     | 109     | 83         |
| Nueva Zelanda                     |         | 3.8 - 1.9% |
| Nueva Zelanda (maoríes)           |         | 51%        |
| Nueva Guinea                      | 277     | 80.1%      |
| Papúa Nueva Guinea                |         | 82.8%      |
| PNG (sierra)                      | 31      | 95%        |
| PNG (costas)                      | 31      | 61%        |
| Palaos                            | poco    | 61.5%      |
| Papúa Occidental (sierra)         | 94      | 75%        |
| Papúa Occidental (costas)         | 89      | 91%        |
| Provincia de Papúa                |         | 82.6%      |
| Provincia de Papúa Occidental     |         | 52.6%      |
| Polinesia                         | 441     | 29.7%      |
| Polinesia Francesa                |         | 8%         |
| Ponapé (Micronesia)               | poco    | 70%        |
| Salomón                           |         | 71.9%      |
| Samoa                             |         | 8%         |
| Samoa Estadounidense              | 6       | 17%        |
| Sumatra                           |         | 0%         |
| Sumba                             | 649     | 25.2%      |
| Tokelau                           | poco    | 50%        |
| Tonga                             |         | 20.7%      |
| Timor                             | 509     | 25%        |
| Tuvalu                            |         | 36%        |
| Vanuatu                           | 234     | 77%        |
| Wallis y Futuna                   |         | 26%        |